# Marian Wisz
Marian Wisz (ur. 15 lipca 1896 w Rzęsnej Polskiej, zm. ?) – polski żołnierz, urzędnik.

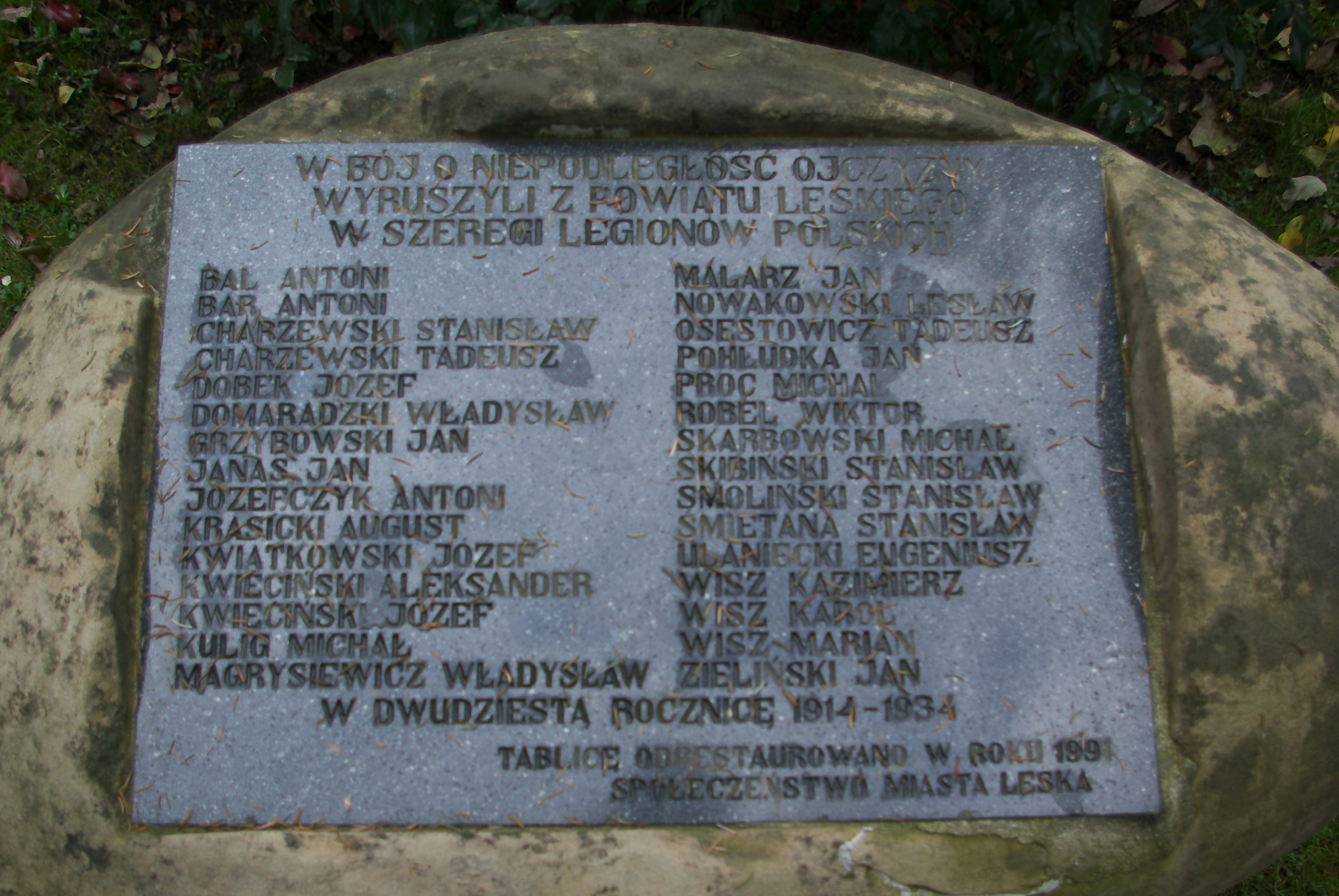
Tablica na pomniku w Lesku

## Życiorys
Urodził się 15 lipca 1896 w Rzęsnej Polskiej jako syn Ludwika i Franciszki. W roku szkolnym 1908/1909 uczył się w I klasie w C. K. Gimnazjum w Sanoku.
Został członkiem założonej 2 stycznia lub 2 marca 1913 roku Drużyny Bartoszowej w Uhercach. Do tejże drużyny należeli także jego ojciec Ludwik Wisz, pracujący jako leśniczy w Uhercach (naczelnik drużyny, zm. przed 1939), Józefa Wisz (z domu Braczkowska, przed 1939 zam. w Sanoku), Karol Wisz (ur. 1898, przed 1939 leśnik zatrudniony w Nadleśnictwie w Nowym Targu), Kazimierz Wisz (1894–1915, przed 1914 praktykant naftowy), Regina Wisz (po mężu Sziller, przed 1939 zamieszkała w Przemyślu).
Po wybuchu I wojny światowej wstąpił do oddziałów strzeleckich 4 sierpnia 1914. Został żołnierzem Legionów Polskich (tak samo uczynił Karol Wisz). Do 15 października 1915 służył w szeregach 2 kompanii I batalionu 1 pułku piechoty w składzie I Brygady (analogicznie Karol Wisz i Kazimierz Wisz, w maju 1915 poległy w bitwie pod Konarami/ Klimontowem). 3 stycznia 1915 Marian i Karol Wiszowie otrzymali pochwały piśmienne od brygadiera Józefa Piłsudskiego. 28 sierpnia 1915 został ranny, po czym przebywał na leczeniu w szpitalu w Trenczynie, później trafił do Domu Rekonwalescentów w Kamieńsku. Po rekonwalescencji od lutego 1916 służył w 2 baterii 1 pułku artylerii (w tej jednostce służył także Karol Wisz). Po kryzysie przysięgowym z lipca 1917 został wcielony do c.k. armii. Dosłużył stopnia plutonowego.
W latach II Rzeczypospolitej był związany z Sanokiem. Na przełomie 1928/1929 jako najstarszy strzelec i były legionista objął kierownictwo nad referatem strzelectwa w Komendzie Powiatu Związku Strzeleckiego w Sanoku. W 1933 był członkiem zarządu powiatu ZS w Sanoku. W tym samym roku był w komitecie redakcyjnym „Jednodniówki”, wydanej z racji jubileuszu 25-lecia istnienia i działalności Związku Strzeleckiego na terenie Sanoka. Został przewodniczącym zarządu powiatowego ZS w Sanoku, skupiającego 48 oddziałów.
W połowie 1935 został mianowany członkiem Okręgowej Komisji Wyborczej nr 77 w Sanoku przed wyborami parlamentarnymi w 1935. W tej samej jednostce przed wyborami parlamentarnymi w 1938 został wybrany zastępcą członka. W drugiej połowie lat 30. zasiadał w radzie nadzorczej Komunalnej Kasy Oszczędności Królewskiego Wolnego Miasta Sanoka, funkcjonującej w budynku przy ul. Tadeusza Kościuszki 4. W 1933 został wybrany członkiem zarządu sanockiego oddziału Polskiego Czerwonego Krzyża. W 1933 i w 1939 był wybieranym radnym Rady Miejskiej w Sanoku, ponadto w tych latach pełnił funkcję ławnika i członka Zarządu Miejskiego (magistratu) miasta Sanoka. Do 1939 był urzędnikiem RKU Sanok.
Był żonaty z Józefą, z którą miał syna Kazimierza Apolinarego (ur. 1919). W latach 30. zamieszkiwał wraz z rodziną w Sanoku przy ulicy Królewskiej.
Podczas II wojny światowej przebywał w Szwajcarii.
W 1934 w Lesku został ustanowiony pomnik (określany jako „Głaz Legionowy” bądź „Kamień Legionistów”) upamiętniający wyruszających w bój o niepodległość ojczyzny z powiatu leskiego w szeregi Legionów Polskich. Na tablicy zostali wymienieni Karol, Kazimierz i Marian Wiszowie (a także m.in. Stanisław Charzewski, August Krasicki, Wiktor Robel).

## Ordery i odznaczenia
- Krzyż Niepodległości (25 lutego 1932)[26][a]
- Srebrny Krzyż Zasługi (19 marca 1937)[27][28]
- Krzyż Wojskowy Karola (Austro-Węgry, 1917)[2]